# Epiplema exprimataria
Epiplema exprimataria är en fjärilsart som beskrevs av Walker 1861. Epiplema exprimataria ingår i släktet Epiplema och familjen Uraniidae. Inga underarter finns listade i Catalogue of Life.